# Иван Стамболић
Иван Стамболић (Брезова, код Ивањице, 5. новембар 1936 — Фрушка гора, 25. август 2000) је био српски политичар, високи функционер Савеза комуниста Србије и председник Председништва СР Србије у доба Социјалистичке Федеративне Републике Југославије.
Стамболић је био политички ментор Слободана Милошевића и великим делом је заслужан за његов успон на власт. Наиме, Милошевић је током каријере углавном наслеђивао Ивана Стамболића на упражњеним функцијама. Након разлаза са Милошевићем због национализма крајем 1980-их Стамболић постаје један од његових највећих супарника.
Стамболић је упамћен као велики заговорник компромиса и међуетничке толеранције. У августу 2000. године отели су га и убили припадници ЈСО-а, највероватније по наређењу Милошевића.

## Биографија
Иван Стамболић је рођен 5. новембра 1936. године у Брезови, код Ивањице. Био је четврти од петорице синова Милунке Стамболић и Миодрага Чекеревца. Мајка Милунка, била је рођена сестра револуционара, народног хероја и политичара Петра Стамболића. Отац Миодраг (1908—1995) завршио је Пољопривредну школу и био предратни задругар, а потом првоборац, народни посланик и председник Моравичког среза. Његова браћа били су — Вукашин Стамболић (1927—2013), политичар, завршио Филозофски факултет, био председник Савеза студената Југославије (ССЈ) и народни посланик, члан ЦК СК Србије; Драшко Стамболић (1932—1993), остао на породичном имању, био одборник и председник МЗ Брезова; Милош Стамболић (1934), завршио књижевност, био главни уредник и генерални директор „Нолита” и Милун Стамболић (1948), архитекта, пројектовао неколико објеката и споменика.
Тројици његове браће родитељи су наменили факултетско образовање, док се Иван, након основне школе, школовао за металостругара у Индустријској школи у Раковици (претходно је ниже разреде гимназије завршио у Ужицу и Ивањици) и касније запослио као квалификовани радник у „Индустрији мотора Раковица“. Радио је и у Фабрици резног алата у чачанском „Церу“. На своју руку уписује студије права у Београду и Правни факултет завршава паралелно са послом. На студијама упознаје млађег колегу Слободана Милошевића, који постаје његов штићеник. У чланство Савеза комуниста Југославије (СКЈ) примљен је 1954. године.

### Сарадња са Милошевићем
Стамболић 1965. године постаје директор предузећа „Техногас“, а његов заменик тада је био Слободан Милошевић. Након што Стамболић одлази из „Техногаса“, Милошевић прелази на упражњено место директора. Милошевић ће му све време током каријере бити наследник на упражњеним фотељама. 1973. године, Стамболић постаје председник Привредне коморе Београда.
Своју политичку каријеру, Стамболић је почео 1976. године, када је изабран за секретара Извршног комитета ЦК Савеза комуниста Србије. Две године касније, 1978, долази на дужност председника Извршног већа Скупштине СР Србије. Док је Стамболић био председник српске владе, језгра политичке моћи, Милошевић је председник Београдске банке, центра економске моћи. По истеку мандата на челу Извршног већа, 1982, Стамболић постаје председник Градског комитета Савеза комуниста Београда.
Априла 1984. године Стамболић с места председника Градског комитета СК Београда одлази на чело Централног комитета СК Србије, а за свог наследника на челу Градског комитета именује Милошевића, упркос противљењу неких старијих комуниста. У наредне две године, Стамболић у потпуности учвршћује своју власт на републичком нивоу. У то доба ангажовао се у захтевима за промену уставног положаја Србије, смањивање великих надлежности српских покрајина и реформисање економског система. Он је инсистирао да се те промене проведу у оквиру институција система, односно путем преговора са другим републичким и покрајинским руководствима, укључујући и косовско. У почетку се чинило да те умерене ставове дели и Слободан Милошевић.

### Разлаз са Милошевићем
Након редовне смене партијског руководства у Србији маја 1986. године Иван Стамболић постаје председник Председништва СР Србије, а Милошевићу даје одлучујућу подршку приликом његовог избора за новог председника Председништва ЦК СК Србије. Након доласка на чело ЦК СКС, Милошевић ојачава партијски апарат, око себе окупља верне сараднике и формира фракцију, која се у пролеће 1987. отворено сукобљава са делом комуниста које предводе Драгиша Павловић и Иван Стамболић. Овај период је обележио Меморандум Српске академије науке и уметности, који је узнемирио југословенску јавност. Након његовог појављивања у септембру 1986. године, Стамболић је био један од најоштријих критичара тог Меморандума. Дан након објаве меморандума, председник Председништва СР Србије Иван Стамболић га је назвао ратним манифестом за српске комесаре.
Услед нараслих међунационалних тензија између косовских Албанаца и Срба, Стамболић је у априлу 1987. године послао тадашњег председника Савеза комуниста Србије Слободан Милошевића на Косово да посредује у сукобу. Уместо тога, он се ставио на страну Срба, користећи контролу над медијима и партијску машинерију за подстрекивање национализма. Стамболић је након овога покушао организовати смену Слободана Милошевића преко београдске организације Савеза комуниста, чији је председник тада био Драгиша Павловић. Сукоб између две фракције се све више продубљивао. Милошевић је већ имао важне медије под својом контролом, који су га описивали као народног трибуна, те је на страну Милошевића стао највећи део јавности. У међувремену се догодио масакр у параћинској касарни који је широм Србије довео до великог негативног расположења према Албанцима и дао додатну подршку Милошевићу.
Било је врло озбиљних људи који су имали извесне резерве према Милошевићу, па и сумње у његове намере. Секретар за унутрашње послове Светомир Лаловић упозоравао ме је да „читава Србија прича како се у српском врху нешто догађа“. Чак ми и неки српски академици скрећу пажњу са видном забринутошћу. Моле ме да превазиђем спорове са Академијом, јер у супротном може доћи до потреса у којима ћу можда баш ја бити прва жртва.
Осма седница ЦК СК Србије одржана 24. септембра 1987. је представљала коначни разлаз Слободана Милошевића и Ивана Стамболића. На осмој седници Партије, одржаној пред телевизијским камерама, Милошевићеве присталице су освојиле већину те започеле чистку, касније названу „диференцијација“, чија је прва жртва био Павловић, а после њега и сам Стамболић. На овој седници Павловић је разрешен свих партијских дужности. Неколико месеци касније, Стамболић је услед негативне кампање штампе и огромног притиска јавности, 14. децембра 1987. на седници Председништва СР Србије поднео оставку и повукао се из политичког живота. Осму седницу многи сматрају уводом у југословенске ратове 1990-их.
Сигуран сам у једно — ни првим ни последњим кораком нисам допринео подизању овог страшног облака што нам већ неколико замрачује све видике. Штавише учинио сам све што је било у мојој моћи да спречим национални бродолом. За похвалу — мало, за утеху — недовољно. Једва савест да подмири.
Стамболић је од 1988. године па надаље био непрекидно под присмотром Државне безбедности Србије. У јануару 1988. је на предлог тадашњег Савезног извршног већа СФРЈ изабран за директора Југословенске банке за међународну економску сарадњу — „ЈУБМЕС“ — чији је циљ био да олакша излазак домаћих предузећа на страна тржишта. Априла 1988. године је доживео тешку породичну трагедију: у саобраћајној незгоди код Будве, под сумњивим околностима, погинула је његова двадесетчетворогодишња ћерка Бојана. Слободан Милошевић је дошао на сахрану, а Стамболићева супруга Катарина одбила је да му пружи руку. Сам Иван је касније доводио у везу ћеркину смрт са исходом Осме седнице.
Стамболић се оглашавао у јавном животу 1991. године, када је пружио подршку антиратним протестима и 1992, када је пружио подршку студентском протесту. 1995. године Иван Стамболић одлучује да јавно проговори, „после дугог ћутања“, те објављује књигу „Пут у беспуће“ која се бави догађајима из претходног периода и критикује политику Слободана Милошевића:
Кад се погледа његова политика данас види се да он од словеначког контраудара, кад му не дају митинг у Љубљани иде из пораза у пораз. Сваки нови пораз је већи. Али и сваки нови подухват је већи од претходног. Потире, затрпава претходни... И све тако. Све време то је један велики губитник. Разуме се, са њим и српски народ.
Критиковао је Милошевића због спајања национализма и социјализма, називајући његов поредак националистички бољшевизам и национал-социјализам. Априла 1995. године Стамболић у организацији Београдског круга и заједно са педесетак интелектуалаца из Србије одлази у опкољено и гранатирано Сарајево. У истом периоду, заједно са Миладином Животићем, Мишом Николићем, Жарком Кораћем, Расимом Љајићем и Ненадом Чанком, учествује у покушају стварања Социјалдемократског савеза Србије.
Године 1997. одлуком Савезне владе Савезне Републике Југославије, смењен је са положаја директора „ЈУБМЕС“ банке. Стамболић након тога повремено излази у јавност оштрим наступима против Слободана Милошевића.
Када је цела ствар с идеолошком одбраном Југославије била потпуно огољена, највећи део Армије, еволуирајући од комунизма и унитаризма, завршио је у православљу и великосрпском национализму.

### Отмица и убиство
Уочи савезних избора 2000. године помињало се да би Стамболић могао да иступи као против-кандидат Милошевићу за председника СРЈ. Чим се дало наслутити да ће Стамболић на предстојећим септембарским изборима можда постати вођа уједињене српске опозиције (ДОС) и њен председнички кандидат његови противници су се брзопотезно дали у акцију његовог уклањања.
Иван Стамболић је 25. августа 2000. године отет за време рекреације на Кошутњаку, од стране припадника Јединице за специјалне операције МУП-а Србије. Стамболић је под претњом пиштољем убачен у комби под изговором да иде на информативни разговор. У комбију су му на руке стављене лисице, ноге су му везане лепљивом траком. Белим комбијем одвезен је на Фрушку гору где је већ раније била ископана рупа, након чега је доведен до ње, присиљен да клекне. Са два метка у потиљак главе га је убио припадник ЈСО-а из пиштоља „пјетро берета“ калибра 22 LR (5,6 mm). Након тога су тело спустили у рупу залили живим кречом и закопали.
За собом је оставио супругу Катарину, сина Вељка, кћерку Тијану и унука Уроша.
Тадашњи медији су након Стамболићевог нестанка повели негативну кампању. Политика је сугерисала да је неко од Стамболићевих пословних партнера умешао прсте у киднаповање, наводећи да се он бавио пословима „у којима су се окретале милионске суме у девизама“. Даље су измишљане приче о његовим наводним фирмама и пословним плановима.
О његовој судбини се наредне три година ништа није сазнало, чак ни након пада Слободана Милошевића и Петооктобарских промена. Разне организације водиле су безуспешну кампању под називом „Где је нестао Иван Стамболић?“
28. марта 2003. године пронађени су посмртни остаци Ивана Стамболића на Фрушкој гори. Убијен је истог дана када је отет од стране припадника Јединице за специјалне операције МУП-а Србије. Сахрана је обављена 8. априла 2003. на Топчидерском гробљу уз све државне почасти на инсистирање Владе Србије. Његове убице, на челу са Милорадом Улемеком Легијом, ухваћене су и осуђене на вишегодишње затворске казне.

## Дела
Написао је четири књиге:
- Директор у самоуправљању, 1978.
- Расправе о СР Србији, 1988.
- Пут у беспуће, 1995.
- Корен зла, објављена постхумно 2002, приредила Латинка Перовић